# Helmut Sander
Helmut Sander (* 1920 in Clausthal-Zellerfeld; † 21. Mai 1988) war ein deutscher Kommunalpolitiker und zweimal Oberbürgermeister der niedersächsischen Stadt Goslar.

## Leben
Helmut Sander war in jungen Jahren Mitarbeiter an der Bergakademie Clausthal. In seinem späteren Heimatort Oker war er in den 1960er Jahren acht Jahre lang Ratsherr. Nach der Gebietsreform und Eingemeindung Okers nach Goslar war Sander von 1972 bis 1981 Oberbürgermeister der Stadt Goslar und wurde 1986 erneut in dieses Amt gewählt, das er bis zu seinem Tod zwei Jahre später innehatte.

## Ehrungen
Nach ihm ist die „Helmut-Sander-Sporthalle“ im Goslarer Ortsteil Oker benannt und seit 2003 die „Helmut-Sander-Straße“ in Goslar.